# Eulachnesia monnei
Eulachnesia monnei là một loài bọ cánh cứng trong họ Cerambycidae.